# Louis Le Barbier
Pour les articles homonymes, voir Louis Le Barbier (1862-1934) et Le Barbier.
Louis Le Barbier a été secrétaire du roi et des finances, conseiller du Roi et contrôleur des bois en l’Île-de-France et prévôté d’Orléans, maître d'hôtel ordinaire du roi, un des premiers promoteurs immobiliers de Paris, mort à Paris en décembre 1641.
Il a aussi proposé de construire autour de Paris un canal d'eau vive accompagne de quatre ports. Ce projet a été accepté par le roi et enregistré mais n'a pas été jugé réalisable.

## Biographie
Il apparaît comme financier, promoteur immobilier, spéculateur, prête-nom ayant réaménagé sur la rive gauche de la Seine, au Pré-aux-Clercs, les terrains de la reine Margot, et sur la rive droite, les terrains libérés par la démolition de l'enceinte de Charles V après la construction de l'enceinte des Fossés Jaunes, quand le cardinal de Richelieu décide la construction du palais Cardinal.

### Rive gauche de la Seine

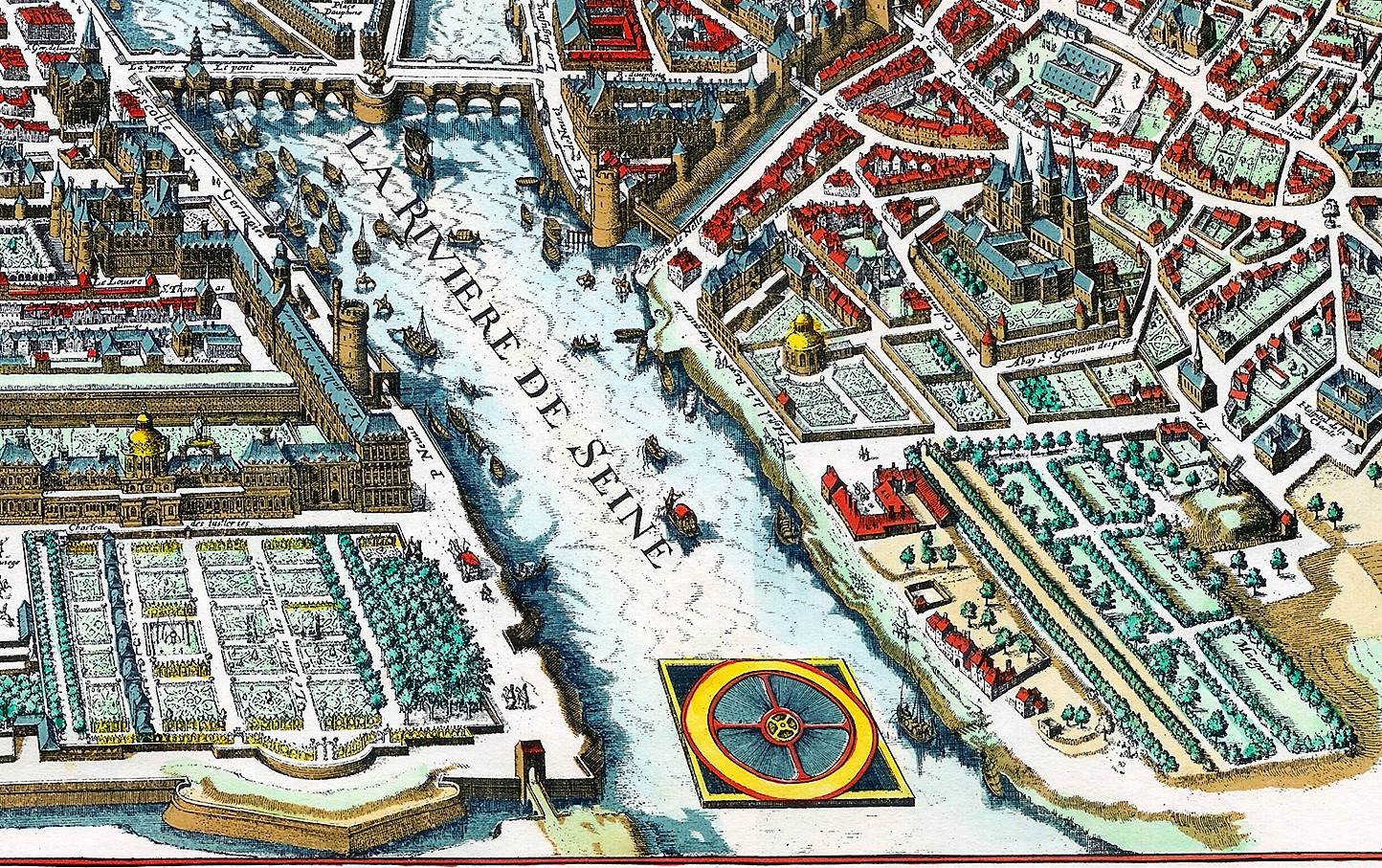
Plan Merian (1615)
Les Tuileries et le parc de la reine Marguerite.

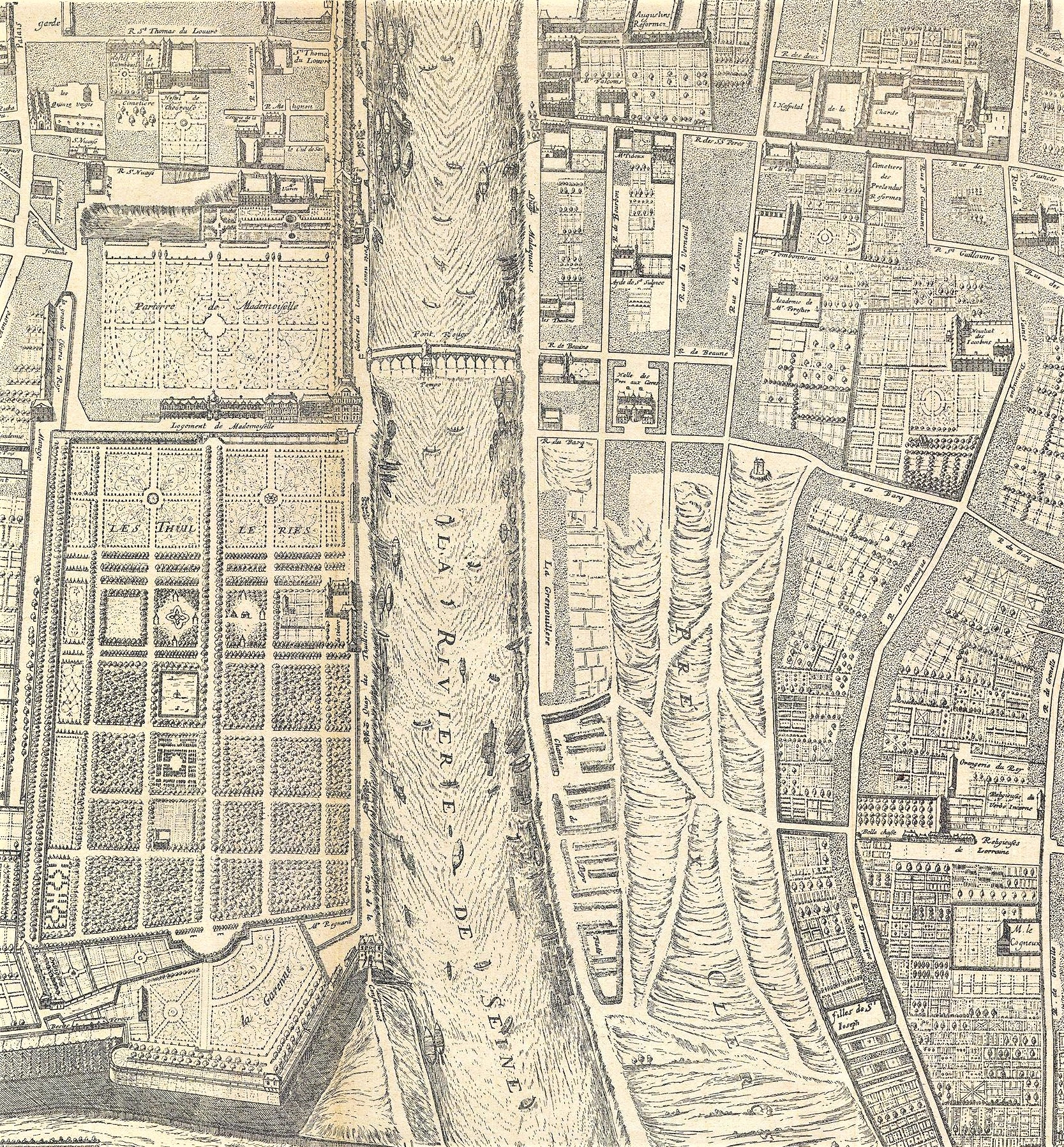
Plan Gomboust (1652)
Le jardin des Tuileries, le pont Rouge et le début de l'urbanisation dans l'ancien parc de la reine Marguerite (rue des Saints-Pères, rue de Beaune, rue du Barq, quai Malaquais, rue de Bourbon, rue de Verneuil, halle des Près-aux-Clercs.

En 1606 et 1608, la reine Marguerite de Valois a acheté des terrains en rive gauche de la Seine pour constituer une propriété de 16 hectares des actuelles rue de Seine à la rue de Bellechasse et de la Seine à la rue de l'Université. La reine Margot meurt en 1615. Le 22 mars 1622, cette propriété est achetée 315 000 livres à un consortium de cinq financiers, Jacques de Vassan et son beau-frère, Jacques de Garsalan, Jacques Potier et ses beaux-frères, Louis Le Barbier et Jacques de Sandras. Un sixième financier est venu s'y adjoindre plus tard, Étienne de Bryois. Louis Le Barbier est le plus actif de ces financiers. Il fait construire un marché, les halles Barbier, le pont Rouge sur la Seine, et fait paver le quai dénommé quai Barbier ou quai Malacquest, quai de la rivière de Seine ou quai de la Reine-Marguerite. Pour établir des lots, il est décidé d'ouvrir de nouvelles voies, les futures rues, rue de Bourbon, rue de Verneuil, rue des Petits-Augustins, rue de Beaune et rue de Poitiers, en conservant les chemins existants, futures rue des Saints-Pères, rue du Bac et rue de Bellechasse. Il est aussi prévu de construire au centre un marché dont le roi autorise l'ouverture en 1631, la halle Le Barbier ou des Prés-aux-Clercs. N'arrivant pas à vendre en commun les terrains, les associés se séparent et s'en partagent la propriété, le 6 avril 1629. Louis Le Barbier agrandit sa part en rachetant celles de ses anciens associés et en dehors du domaine de la reine Margot,.
En 1622, le consortium de financiers présenta une requête au roi pour construire un pont sur la Seine vis-à-vis du palais du Louvre moyennant certains droits de passage. La ville a convenu de l'intérêt du projet mais a supplié le roi de le faire à ses dépens pour soulager le peuple des droits de péage. Plusieurs années se sont passées à discuter de l'implantation de ce pont. L'alignement est finalement donné en 1625. En 1631, le roi a donné le droit à Louis Le Barbier de le construire en bois en attendant de le faire en pierre, sous le nom d'un de ses commis, Pierre Pidou. Le pont devait porter un pavillon pour y placer une pompe et faire une élévation d'eau. Le pont était placé en-dessous de la rue Saint-Père en 1632. Il était peint en rouge, d'où son nom de pont Rouge. Il a aussi été appelé pont Barbier.
Une partie du terrain le long de la Seine appartenait à l'abbaye de Saint-Germain-des-Prés et n'avait pas été vendue à la reine Marguerite. En 1541, il avait été vendu à un conseiller au Parlement, Montmirail, qui s'était engagé à y faire une construction. Cette promesse n'ayant pas été tenue, l'abbaye avait récupéré le terrain qu'elle avait revendu en 1613 à un « gentilhomme flamen », Sasbout de Varic, qui s'est engagé à faire construire dans le délai de quatre ans. Cet engagement n'ayant pas été tenu, l'abbaye annule le bail en 1622 et revend le terrain à Louis Le Barbier. Celui-ci entreprend alors d'y faire construire son hôtel, face à la grande galerie du palais du Louvre, par le maître maçon Étienne Goussault. L'hôtel était situé aux actuels no 3-5 du quai Voltaire. Il a vendu une partie du terrain, l'actuel no 1, à Pelault. Son hôtel est un simple corps de logis sur cour donnant sur le quai, avec rez-de-chaussée, un étage et des combles. Ses associés lui ont vendu un terrain qui lui a permis d'aménager un jardin à l'arrière.
Les religieuses de la Congrégation du Saint-Sépulchre ont acheté, en 1635, à Louis Le Barbier un terrain rue Saint-Dominique en un lieu appelé Bellechasse. Elles s'y installent en août en vertu de lettres du roi et d'un brevet de M. de Metz, abbé de Saint-Germain-des-Près,,.

### Rive droite de la Seine

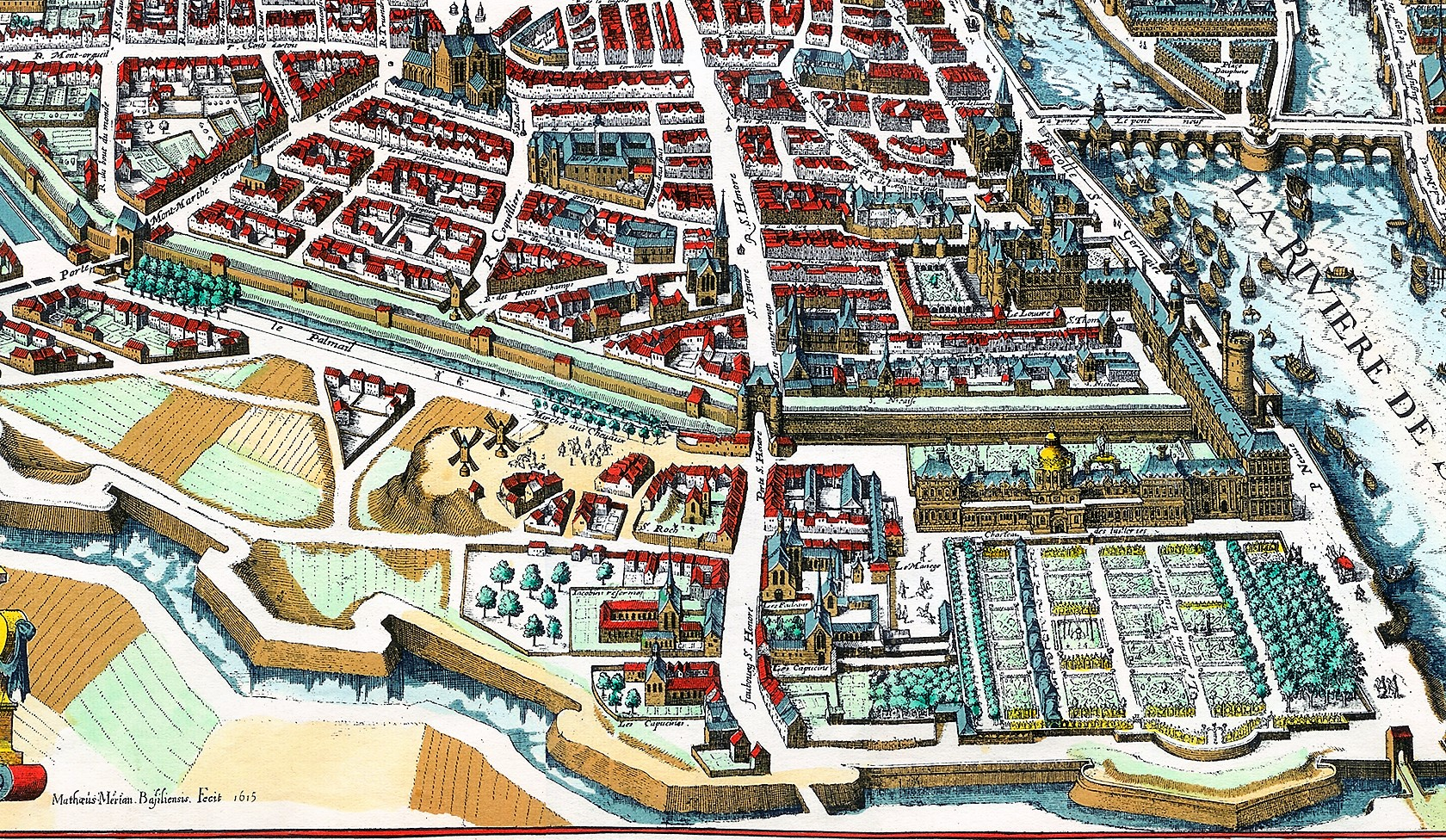
Plan Merian (1615)
Les Tuileries et la porte Montmartre

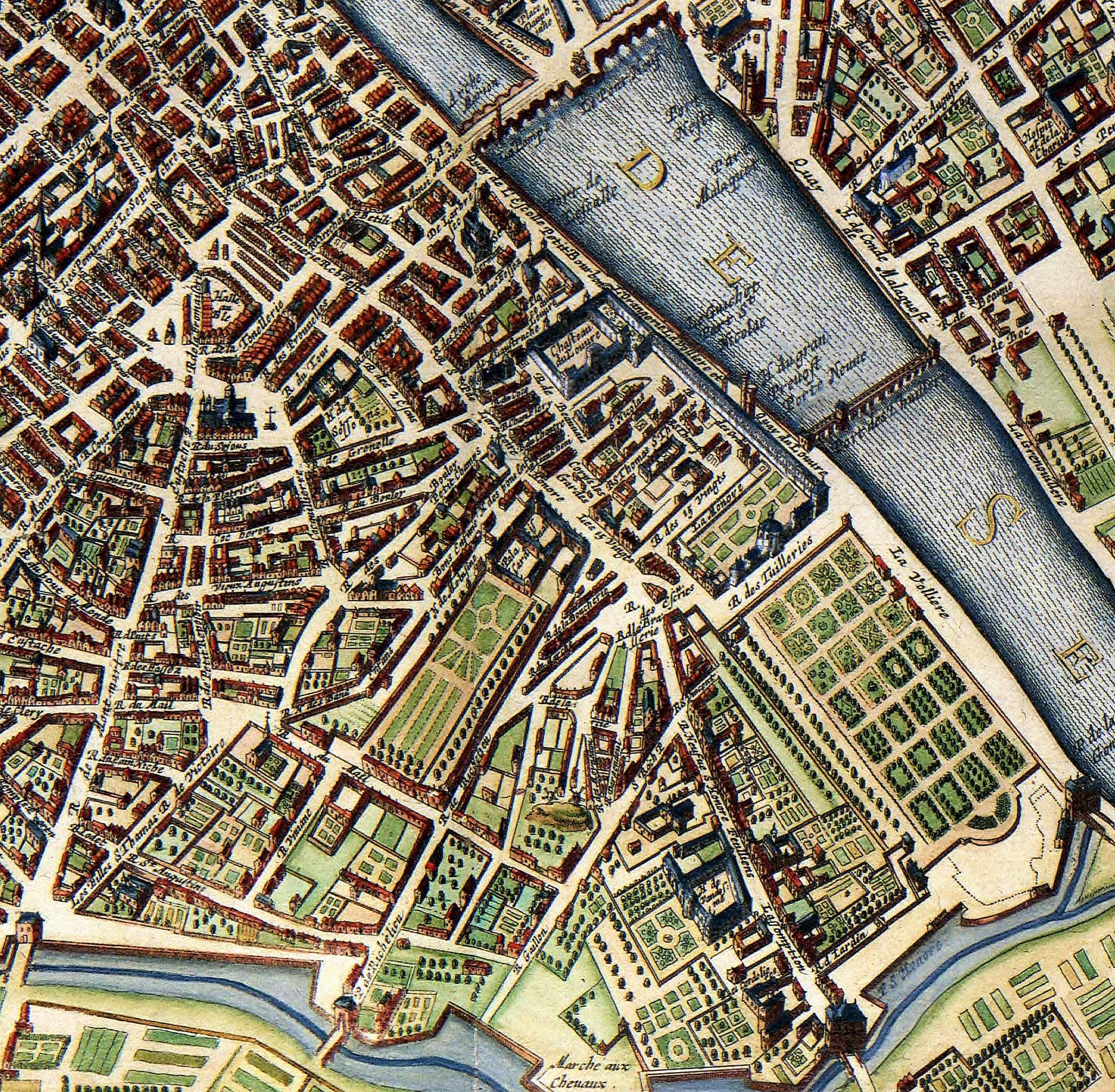
Plan de Paris de Johannes Janssonius 1657
Les Tuileries, le palais Cardinal, le palais Mazarin, la porte de la Conférence, la porte de Richelieu et la porte Montmartre

En 1562, le roi Charles IX a projeté de réaliser une nouvelle enceinte pour enfermer un espace vide entre les faubourgs de Montmartre et Saint-Honoré. Un début de réalisation est fait l'année suivante. En 1626, un dénommé Boyer, secrétaire du roi, a proposé de faire construire une enceinte au nord de l'enceinte de Charles V, commençant à l'est de Paris, au bord de la Seine, et se terminant à l'ouest de Paris, au bastion de la Conférence, construit en 1608 à l'extrémité du jardin des Tuileries. Le projet de Boyer n'a reçu qu'un début de commencement. La ville s'est opposée à l'enregistrement de son contrat en 1628 car elle considérait qu'il lui donnait trop d'avantages et révoquait la donation des vieux murs et des fossés à la ville. En 1631, Louis Le Barbier, intendant des finances, a proposé de faire clore de murs les faubourgs entre la porte Saint-Denis et le bastion de la Conférence. Le contrat est passé et signé par le roi et enregistré à l'audience de France. Son commis Pidou a commencé à construire la porte neuve Saint-Honoré, mais le contrat est cassé en 1632. Le Barbier a réduit son projet l'année suivante à une construction entre la porte Saint-Denis et la porte Saint-Honoré. Ce contrat pour la clôture des faubourgs Saint-Honoré, Montmartre et la Villeneuve est exécuté sous le nom de Charles Froger le 23 novembre 1633,, secrétaire de la chambre du roi. Ce contrat prévoyait de poursuivre les travaux de la porte neuve Saint-Honoré et de construire une muraille depuis la porte Saint-Denis le long des fossés jaunes creusés sous Charles IX, suivant l'alignement du projet de Charles IX avec la construction de deux nouvelles portes, une au bout du faubourg Montmartre et l'autre entre les deux portes, la porte Richelieu. Le contrat prévoyait de détruire les anciens remparts et de combler les fossés depuis la porte Saint-Denis jusqu'à la nouvelle porte. Toutes les maisons comprises à l'intérieur des nouveaux remparts devaient être détruites par leurs occupants. Le roi lui a fait donner 79 000 livres. De plus, pour le dédommager, le roi lui a donné de toutes les places des portes, remparts, fossés, contrescarpes qui existaient depuis la grande galerie du Louvre jusqu'aux portes neuves, y compris les matériaux et décombres de tous les édifices. Il lui est aussi permis de faire bâtir ou de vendre ces places pour y tracer des rues et d'élever des maisons. Ce contrat est passé le 23 novembre 1633 et enregistré au parlement le 5 juillet 1634 avec des modifications cassées par un arrêt du conseil du 22 août. Les Filles-Dieu ont intenté un procès pour casser ce contrat car elles jugeaient que certains terrains étaient leur propriété. À l'intérieur de cette nouvelle enceinte, enceinte de Louis XIII ou des « Fossés jaunes », ont été bâties les rues de Cléry, du Mail, neuve-Saint-Eustache, des Fossés-Montmartre, Saint-Augustin, des Victoires, de Richelieu, Sainte-Anne, neuve-des-Petits-Champs, Saint-Honoré,. 
C'est à l'intérieur de ce terrain qui lui est concédé que va être construit l'hôtel Tubeuf et le palais Mazarin qui ont précédé le site Richelieu de la Bibliothèque nationale de France.
Le cardinal de Richelieu avait acheté un grand terrain pour y faire construire le palais Cardinal. Le terrain qui a été jugé non nécessaire à cette implantation a été divisé en 45 places permettant d'y construire autant de maisons ou pavillons à disposer autour du jardin. Le cardinal s'est réservé trois places pour les sorties du jardin et a donné à rente les 42 autres à Louis Le Barbier par contrat du 17 mars 1636. Chaque place fait sept toises sur 7 toises. La rente foncière sur chaque place est de 250 livres, soit 10 500 livres pour les 42 places. Le contrat stipule que ces rentes sont rachetables au denier 24. Le cardinal de Richelieu ayant donné au roi le palais Cardinal, et souhaitant construire pour son héritier une demeure, il a racheté 7 places et a signé un second contrat avec Le Barbier le 20 mai 1641. Sur les 35 places que possédait Le Barbier, il en avait déjà aliéné plusieurs pour construire 17 maisons. À sa mort le cardinal de Richelieu possédait 10 places et était créancier d'une rente foncière de 8 208 livres.
Louis Le Barbier est mort brutalement en décembre 1641. Sa femme, Denise Potier, est morte en 1638. Une de ses filles, Anne, est morte elle-aussi. Son autre fille a épousé en 1639 Vincent-Robert Bouhier, sieur des Fenestreaux, conseiller au parlement. Un inventaire après décès a été dressé à partir 17 août 1641.
Après sa mort, l'hôtel Le Barbier est vendu 105 000 livres à Jean Ferron, conseiller du roi, trésorier provincial à l'extraordinaire des guerres en Poitou. Le 24 juin 1647, Jean Ferron revend pour le même prix à Jean Perrault, président à la Chambre des comptes.